# زواج جماعي

مخطط يظهر الزواج الجماعي وأنواع العلاقات فيه

«زواج الجماعي»: وفيه يتزوج عدة رجال من عدة نساء مرة واحدة ويصبح الرجل بذلك زوجاً لكل الإناث والمرأة زوجة لكل الذكور، هذا النوع من نظم الزواج يكاد لا يكون له وجود حالياً أو على الأقل لا يوجد بشكل واضح حتى بين المجتمعات البدائية وإن كان من الثابت أن هناك نظماً للزواج تسمح بإعارة الزوجة بشروط يضعها المجتمع كما هو الحال بين قبائل الكومانش (Comanche) حيث يشترك إخوة الزوج في زوجته في مناسبات معينة وإن كان هذا لا يمنع من معاقبة الزوجة واعتبارها زانية إذا سمحت لنفسها بعلاقة تخرج عن هذا الإطار وكذلك الحال فيما يختص بإعارة عند قبائل الإسكيمو. ولكن مع ذلك تعتبر الخيانة الزوجية جريمة عقوبتها القتل لأنها تحدث دون موافقة الزوج .

## في المجتمعات الأمريكية الحديثة
في القرن ال19 والقرن ال20 ظهرت عدة أمثلة للزواج الجماعي في الولايات المتحدة الأمريكية مثل
جماعة أونيديا وقدد أسسها جون همفري نويس في سنة 1848 علي أساس أن أعضاء جماعته قد تعرضوا لعملية تطهير تمنعهم من ارتكاب أي خطيئة تماما وبالتالي فبالنسبة لهم لا معني للملكية الشخصية أو الغيرة أو الحقد وبهذا لا يعود هناك أي معني للزواج الفردي أيضا. انتهت الجماعة في الفترة من 1879 و1981.
جماعة كريستا مارست الزواج الجماعي من 1971 الي 1991